# Demonax tenuispinosus
Demonax tenuispinosus es una especie de insecto coleóptero de la familia Cerambycidae. Estos longicornios son endémicos de Célebes (Indonesia).
Mide entre 12 y 13 mm.